# جایزه خوبری
جایزه خوبری (سوئدی: Sjöbergpriset) جایزه‌ای است که به افراد یا تیم‌های پژوهشی‌ای که مشارکت‌های تأثیرگذار و مهمی در زمینهٔ پژوهش سرطان داشته‌اند، اهدا می‌شود.
این جایزهٔ بین‌المللی همه‌ساله اهدا خواهد شد و شامل ۱۰۰٬۰۰۰ دلار آمریکا پولِ نقد و ۹۰۰٬۰۰۰ دلار آمریکا اعتبار پژوهشی برای مطالعات آینده است. (در مجموع ۱ میلیون دلار). مقدار پولی این جایزه به تناسب تورم سالیانه بالا خواهد رفت. بنیان‌گذار این جایزه، «بنیاد خوبری» است و «فرهنگستان پادشاهی علوم سوئد» متولی انتخاب نامزدان و اهدای آن است. بنیاد خوبری در سال ۲۰۱۶ میلادی پایه‌گذاری شد و نخستین جایزه در ۱۴ فوریه ۲۰۱۷ اهدا شد.

## برندگان
| سال  | تصویر            | نام برنده      | ملیت             | علت دریافت | منبع        |
| ---- | ---------------- | -------------- | ---------------- | --- | ----------- |
| ۲۰۱۷ | James P. Allison | جیمز پی. الیسن | آمریکایی         | "پیشگام در طراحی و اجرای پژوهش‌هایی در زمینهٔ فرایندهای سلولی که در نهایت منجر به ساخت داروهای جدید و مؤثر ضدسرطان شد." | [ ۱ ] [ ۳ ] |
| ۲۰۱۷ | Tony Hunter      | تونی هانتر     | انگلیسی-آمریکایی | "پیشگام در طراحی و اجرای پژوهش‌هایی در زمینهٔ فرایندهای سلولی که در نهایت منجر به ساخت داروهای جدید و مؤثر ضدسرطان شد." | [ ۱ ] [ ۳ ] |